# هنري كيندال (كاتب)
هنري كيندال (بالإنجليزية: Henry Kendall)‏ هو كاتب ومؤلف وشاعر أسترالي، ولد في 18 أبريل 1839 في نيوساوث ويلز في أستراليا، وتوفي في 1 أغسطس 1882 في Redfern, New South Wales ‏ في أستراليا.

## وصلات خارجية
- هنري كيندال على موقع الموسوعة البريطانية (الإنجليزية)
- هنري كيندال على موقع ديسكوغز (الإنجليزية)